# Nusalala tessellata
Nusalala tessellata is een insect uit de familie van de bruine gaasvliegen (Hemerobiidae), die tot de orde netvleugeligen (Neuroptera) behoort. 
Nusalala tessellata is voor het eerst wetenschappelijk beschreven door Gerstäcker in 1888.